# Csak egy kislány van a világon
Csak egy kislány van a világon (traduzione letterale: “Esiste una sola fanciulla al mondo”)  è un film ungherese del 1930, diretto da Béla Gaál, con Mártha Eggerth.  Si tratta di un esempio del primo cinema sonoro, un talkie, nel quale viene introdotta la canzone omonima

## Trama
I due amici Győrgy e Miklós tornano a casa dalla lontana Siberia dopo un’assenza talmente lunga che erano dati per morti. Miklós è maestro elementare, e reincontra Katinka, una sua scolara di un tempo, ora cresciuta, che si innamora, ricambiata, di Győrgy, col quale scambia una promessa di matrimonio. Anche Miklós ama Katinka, ma si tira indietro per non essere d’intralcio alla felicità di lei.
Győrgy si deve recare per qualche giorno in città, dove incontra la capricciosa Ella (la cui ricca famiglia ha un podere confinante con la proprietà di Győrgy), che si spaccia come una sua amica d’infanzia, e che si propone, quasi per scommessa con i propri amici, di sedurlo. Vi riesce senza difficoltà.
Ella e Győrgy tornano al paese. Katinka viene abbandonata ed accetta la proposta di matrimonio di Miklós, con la speranza, in tal modo, di dimenticare Győrgy, che continua ad amare.
Győrgy, dal canto suo, si rende conto di essere stato ingannato da Ella e torna da Katinka, che deve rifiutarlo perché già promessa a Miklós. Quest’ultimo, tuttavia, indovinando da quale parte inclini il cuore di Katinka, di nuovo si ritrae, permettendo così all’amico e a Katinka di riunirsi.